# Исламска митологија
Исламска митологија је скуп митова повезаних са исламом и Кураном. Ислам је религија која се бави друштвеним поретком и законом. The Oxford Companion to World Mythology идентификује бројне традиционалне наративе као „исламске митове” који укључују митове о стварању и животу после смрти које ислам дели са другим аврамским религијама као и причу о Ћаби. Традиционална биографија исламског пророка Мухамеда, који игра централну улогу у исламским учењима, је призната као историјска по природи. Верује се да је ислам мање завистан од митологија него јудаизам и хришћанство. Међутим, канонски наратив укључује два кључна, како се верује натприродна, догађаја: божанско откривење Курана и ноћно путовање у Јерусалим. Исламски списи садрже низ прича о библијским ликовима који се у неким детаљима разликују од јеврејских и хришћанских, неки од њих су Мојсије, Аврам, Јосиф, Богородица и Исус. За разлику од Библије у Курану су приказани само сажеци одређених прича, док су опширнији детаљи преузети из ванисламских извора. Поред Библије прилагодили су и апокрифске и мидрашке списе.